# Герда Кран
Герда Кран (хол. Gerarda "Gerda" Maria Kraan; Лајден 30. јули 1933) била је холандска атлетичарка, европска првакиња и рекордерка, двоструки учесник Летњих олимпијских игара. Такмичила се у трчању на средње пруге, а најбоља је била на 800 м.
На првом великом такмичењу појавила се 1960, када је учествовала на Летњим олимпијским играма 1960. у Риму, где је резултатом 2:10.71, делила 19 место.
На Европском првенству у Београду 1962, победила је, постављајући европски рекорд 2:02,8. На Олимпијским играма у Токију 1964. пласирала се у финале и била 7.
Герда Кран је вишеструка холандска рекордерка на 800 метара (од 2:26,6 до 2,02,8), у периоду од 1958. до 16. септембра 1962. у Београду), а два пута на 400 метара.
Првакиња Холандије била је на 400 метара 1961, на 800 метара у периоду од 1959. до 1964. год. и у кросу 1964 и 1965..